# Porte de la Chapelle
Porte de la Chapelle - stacja linii nr 12 metra  w Paryżu. Stacja znajduje się w 18. dzielnicy Paryża. Została otwarta 23 sierpnia 1916.